# Ali Mazaheri
Ali Mazaheri (født 31. marts 1982) er en iransk amatørbokser, som konkurrerer i vægtklassen sværvægt. Mazaheri har ingen større internationale resultater, og fik sin olympiske debut da han repræsenterede Iran under Sommer-OL 2008. Her blev han slået ud i første runde af Rakhim Chakhkiev fra Rusland i samme vægtklasse. Han deltog også i VM i 2007 i Chicago, USA hvor han blev slået ud i første runde.